# Drosophila lemniscata
Drosophila lemniscata är en tvåvingeart som beskrevs av Elmo Hardy 1965. Drosophila lemniscata ingår i släktet Drosophila och familjen daggflugor.
Artens utbredningsområde är Hawaii.